# 功學社

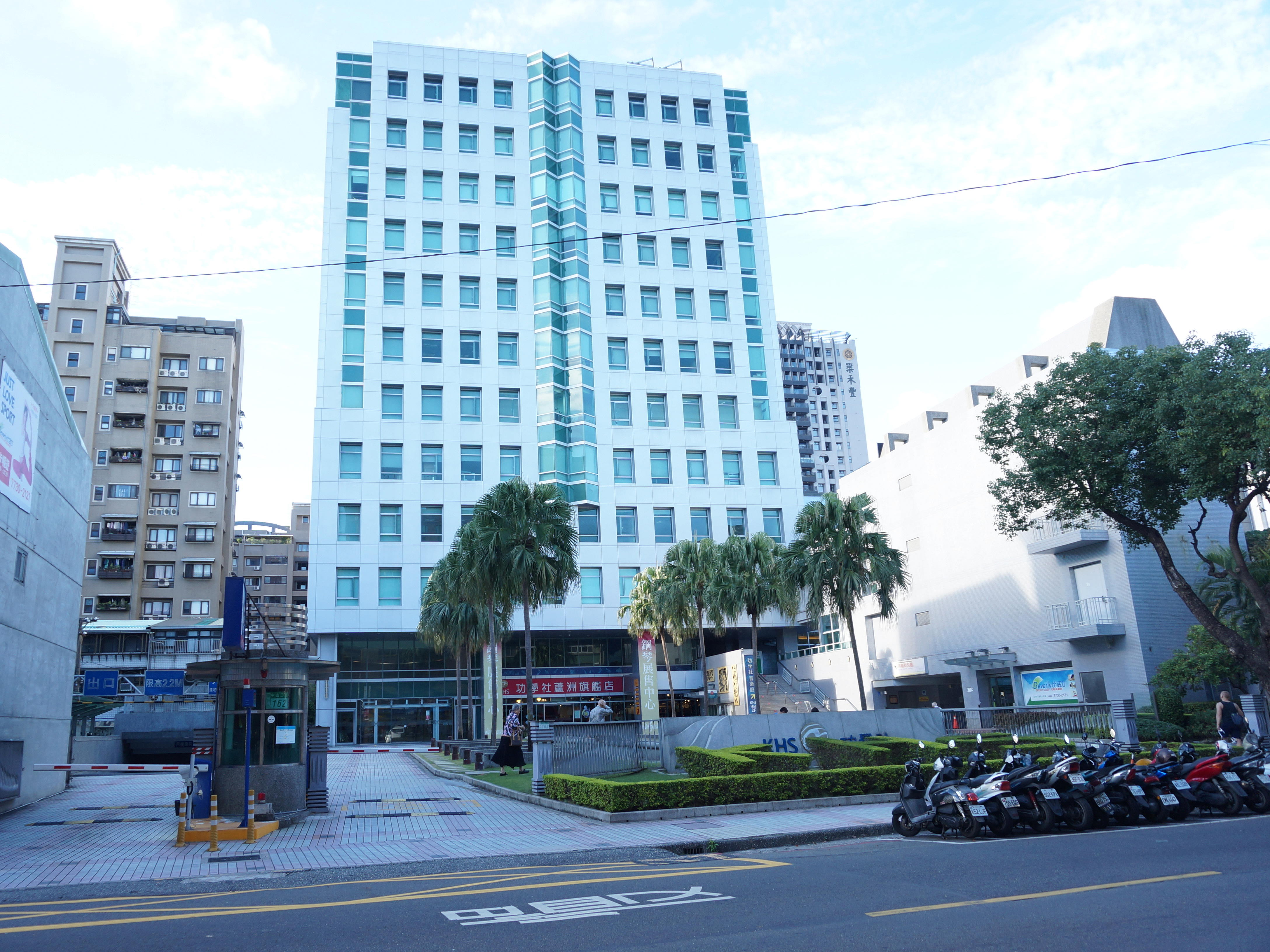
功學社總部大樓，位於新北市蘆洲區

功學社教育用品股份有限公司（英語：K.H.S. Musical Instruments Co., Ltd.），簡稱功學社，前身為1930年創辦之「萬屋株式會社」，由謝敬忠家族經營。由教育用品、音樂教材、樂器進口起家，現經營業務種類繁多，主要分為樂器與文教、機車、貿易三大業務區塊來進行管理。功學社與日本山葉公司關係良好，代理多項山葉公司產品的製造與販售。

## 名稱
功學社名稱來自於有「功」於「學」習的「社」團，寓意為貢獻於學校與社會；「功學社」三字之音譯「Kung Hsue She」縮寫為KHS，成為功學社的商標。

## 沿革
- 1930年：謝敬忠兄弟在高雄縣旗山創立「萬屋株式會社」。[2]
- 1945年：第二次世界大戰後，謝敬忠兄弟以反映其核心客戶為目的，將萬屋改名為『功學社』。
- 1950年：功學社在台北市延平北路成立「功學社總行」。
- 1956年：在蘆洲設立工廠，開始生產口琴；隔年，開始生產管樂器。
- 1966年：成立「功學社貿易股份有限公司」，從事香蕉出口貿易及進口樂器、體育用品、學校用品。
- 1969年：與日本山葉株式會社合資成立「台灣山葉樂器製造股份有限公司」從事鋼琴製造。同年「功學社貿易股份有限公司」開始代理進口及銷售山葉樂器。此外，「功學社教育用品股份有限公司」成立，負責管樂、打擊樂製造及銷售。
- 1984年：因應樂器銷售及出口業務，成立「雙燕樂器股份有限公司」。
- 1985年：美國成立「Jupiter Band Instruments, Inc.」負責美國地區管樂的銷售。
- 1987年：於台灣興建中壢過嶺廠，將樂器製造部門由蘆洲遷移至中壢。
- 1990年：於日本成立「Altus Co., Ltd」，將手工長笛生產部門由台灣遷移至日本，負責全球手工長笛生產與行銷。同年功學社併購台灣「博弘股份有限公司」，主攻專業級樂器市場。
- 1994年：併購已成立15年的美國「Ross Mallet Instruments, Inc.」，專司鐵木琴、管鐘類樂器之製造，進一步強化功學社在打擊樂器市場的產品完整性。
- 1996年：功學社貿易與台灣山葉樂器製造合資成立「功學社山葉樂器股份有限公司」，負責山葉樂器銷售業務。另分別設立「功學社樂器股份有限公司」與「功學社音響股份有限公司」，負責樂器零售業務及音響銷售業務。此外在美成立「Mapex USA, Inc.」，以強化美國地區鼓樂銷售。
- 1998年：功學社教育用品與功學社貿易合資成立「功學社樂器股份有限公司」。
- 2003年：與成立近80年之荷蘭「Van der Glas B.V.」合作設立「Majestic Holland B.V.」，專責定音鼓及行進打擊樂器的製造與銷售。
- 2009年：Jupiter管樂站穩北美市場，國際屢屢獲獎。
- 2009年7月31日：台灣山葉樂器製造龍潭廠舉辦「台灣山葉樂器生產結束儀式」，台灣製造的山葉鋼琴走入歷史，功學社山葉樂器繼續提供山葉鋼琴銷售與售後服務。台灣山葉樂器製造龍潭廠拆除後改建為豐邑建設豪宅建案「大雙城計畫」。
- 2011年：功學社教育用品獲得經濟部國際貿易局臺灣百大品牌。
- 2013年：JUPITER品牌D-loop長笛榮獲紅點設計大獎。同年功學社山葉樂器成為山葉全資子公司，更名為「台灣山葉音樂股份有限公司」（Yamaha Music & Electronics Taiwan Co., Ltd.）；功學社成為台灣山葉音樂經銷商之一。
- 2014年：獲得中華民國經濟部金商獎103年優良商人獎狀。
- 2015年：Jupiter品牌700系列豎笛榮獲加拿大音樂工業協會（Music Industries Association）獎。

## 組織

### 功學社教育
功學社教育用品（K.H.S. Musical Instruments Co., Ltd.），主要業務為樂器製造。
- 鍵盤樂器：STEINWAY & SONS（代理），Yamaha（經銷）
- 管樂器：Jupiter，Altus，Selmer（代理）
- 打擊：Mapex，JoyLink，Majestic，Saito（代理），Innovative（代理）
- 簧：Butterfly，HOHNER，TOMBO（代理）
- 吉他：JoyLink，Walden
- 直笛：JoyLink，AULOS（代理）
- 樂器架：Hercules

### 台灣山葉機車
由日本山葉發動機與功學社合資成立。

### 功學社單車
功學社單車股份有限公司

## 外部連結
- 功學社音樂中心（页面存档备份，存于）
- 功學社的Facebook專頁
- 功學社音樂Bar粉絲頁
- 后里地區與功學社的薩克斯風產業發展
- 功學社在臺灣西樂文化脈絡中的發展──一個音樂社會史的研究（页面存档备份，存于）
- 臺灣地區集團企業硏究（页面存档备份，存于）